# ニュークリアス (バンド)
ニュークリアス（Nucleus）は、イギリスのジャズ・ロック・バンド。

## 略歴
1969年9月、ジャズ・トランペット奏者のイアン・カーが、カール・ジェンキンス、クリス・スペディング、ジョン・マーシャルなど当時新鋭のジャズ・ミュージシャンを集結させ1970年、ヴァーティゴ・レーベルからアルバム『エラスティック・ロック』でレコードデビューした。
モード・ジャズからフリーに展開しながらR&Bの陰影を残した独自の叙情的なクロスオーバー・サウンドがロック世代でも話題となった。ワールド・ツアーも行った。初期のアルバムに楽曲構成の完成度の高い作品が多い。一時期、アラン・ホールズワースやゴードン・ベックらもメンバーとして加わっていた。
メンバー・チェンジを繰り返しながらバンドのレコード製作は1980年代後半まで続いた。

## ディスコグラフィ
- 『エラスティック・ロック』 - Elastic Rock (1970年)
- 『ニュークリアス2』 - We'll Talk About It Later (1970年)
- 『ソーラー・プレクサス』 - Solar Plexus (1971年) ※Ian Carr with Nucleus名義
- 『ベラドナ』 - Belladonna (1972年) ※Ian Carr ソロ名義
- 『ラビリンス』 - Labyrinth (1973年) ※Ian Carr with Nucleus名義
- Roots (1973年) ※Ian Carr's Nucleus名義
- Under The Sun (1974年)
- Alleycat (1975年)
- Snakehips Etcetera (1975年)
- Direct Hits (1976年) ※ベスト盤。Ian Carr's Nucleus名義
- In Flagranti Delicto (1977年) ※Ian Carr's Nucleus名義
- 『アウト・オブ・ザ・ロング・ダーク』 - Out Of The Long Dark (1979年) ※Ian Carr's Nucleus名義
- Awakening (1980年) ※Ian Carr's Nucleus名義
- Live At The Theaterhaus (1985年) ※Ian Carr's Nucleus名義
- Old Heartland (1988年) ※Ian Carr ソロ名義
- 『ライヴ・イン・ブレーメン 1971』 - Live in Bremen (2003年) ※1971年録音
- 『ライヴ・アット・ザ・BBC 1971&1982』 - The Pretty Redhead (2003年) ※1971年・1982年録音
- 『へミスフィアーズ』 - Hemispheres (2006年) ※1970年・1971年録音
- 『UKツアー’76』 - UK Tour '76 (2006年) ※1976年録音
- 『ライヴ 1970』 - Live 1970 (2014年) ※1970年録音 with レオン・トーマス
- Three of a Kind (2015年) ※1970年代・1980年代録音 Ian Carr and Nucleus名義
- Bracknell Sunshine (2016年) ※1980年録音 Ian Carr and Nucleus名義
- Live At The BBC (2021年) ※13枚組CDボックスセット